# Haagse tweeasser-trams
Tussen 1904 en 1929 werden voor het stadstramnet van de Haagse tram tweeassige motor- en bijwagens aangeschaft. Een deel van de bijwagens was als open bijwagen uitgevoerd, vooral voor het zomervervoer op de Scheveningse lijnen.

## Tweeramers
In 1904, op 6 augustus, rijdt de eerste elektrische tram onder bovenleiding in Den Haag op lijn 9. De dienst wordt uitgevoerd met wagens van de serie 1-20. Deze motorwagens met twee van boven licht gebogen ramen en in blauw geschilderde wagenbakken, met veel jugendstilmotieven, worden later 'Tweeramers' genoemd. De 1-10 zijn gebouwd door Werkspoor in Amsterdam en de 11-20 door de Keulse fabriek Van der Zypen & Charlier. De meeste wagens werden in 1906 crème geschilderd, de balkons van de trams kregen toen een gesloten voorpui met ruiten. Motorwagen 19 was vanaf het begin hier al mee uitgerust.
De wagens doen 27 jaar dienst; zij worden in 1931 buiten dienst gesteld, maar niet direct gesloopt. Zeven wagens worden in 1936 afgevoerd. Elf motorwagens worden in 1942 naar Duitsland verkocht, waarvan zes naar Posen (Poznań). Motorwagen 20 doet wegens materieelschaarste na de oorlog in 1946 nog eenmaal dienst op het net. Motorwagen 8 wordt als laatste pas in 1953 gesloopt.
Van deze serie is geen origineel bewaard gebleven. Op basis van een Amsterdamse Union motorwagen, nr. 72, gebouwd in 1903 door de Ungarische Waggon und Maschinenfabrik, is een replica gebouwd. Deze is tussen 2004 en 2010 als wagen nr. 2 bij het HOVM geweest, maar sinds 2010 weer terug in Amsterdam onder zijn oorspronkelijke nummer 72.

## Drieramers
Voor de grote uitbreiding van het tramnet tot 1907 behoefde men uitbreiding met veel motorwagens. Dit resulteerde in de serie 21-150 die in 1905 en 1906 werden afgeleverd. Deze wagens, die vanwege hun grote aantal de bijnaam 'Fordjes' kregen, werden gebouwd door Werkspoor in Amsterdam. Tussen 1928 en 1931 ondergingen 81 van deze wagens een grondige verbouwing. Ze kregen nieuwe balkons, het motorvermogen nam toe en ze kregen een pantograaf. Hun bijnaam wordt 'Ombouwers'. Zij worden ondergebracht in de nieuwe serie 21-101. De niet verbouwde trams (nummers 102-150) werden tussen 1932 en 1940 buiten dienst gesteld en deels opgeslagen omdat door de crisistijd het gebruik van de tram drastisch terugloopt. 39 van deze trams werden uiteindelijk in 1940 aan de sloper verkocht. Tijdens de Tweede Wereldoorlog werden deze door de sloper in 1942 aan de Duitse bezetter verkocht. Zij kwamen terecht in o.a. Dessau, Keulen en Posen (Poznań). In Dessau reden de laatste trams van dit type nog als bijwagen tot 1966. Acht in Den Haag overgebleven wagens werden in 1942-1943 verbouwd tot bijwagens (351-358). De bijwagens deden nog dienst tot 1952 en werden in 1953 gesloopt. Ook de laatste overgebleven motorwagen (150) werd in 1953 gesloopt.
De Ombouwers van de serie 21-101 werden in 1929-1931 in dienst gesteld. De meeste wagens deden dienst tot 1957-1959 en werden tot 1960 gesloopt. Twee wagens bleven bewaard: de 36 werd tussen 1963 en 1979 gebruikt als rangeerwagen, de 77 werd in 1959 verbouwd tot bovenleidingmontagebijwagen H42 en bleef in gebruik tot 1982.
Als museumwagens zijn bewaard gebleven:
- 36 – in 1979 overgedragen aan de Haags Openbaar Vervoer Museum en als 'Ombouwer' gerestaureerd. Oorspronkelijk was dit wagen 45.
- 77 – in 1982 is deze wagen naar de Tramweg-Stichting gegaan en is in Scheveningen gerestaureerd tot 'Ombouwer' in de uitvoering als eenmanwagen (jaren dertig). De restauratie is in 2014 afgerond. Oorspronkelijk was dit wagen 34.

De trams van de serie 151-168 waren feitelijk verlaagde 'Fordjes'. Ze werden in 1907 gebouwd om dienst te kunnen doen op de tramlijnen 3 en 4 die toen over het Binnenhof reden en onder de daar aanwezige drie lage poortjes door moesten rijden. Omdat er naast de serie 1-20 uit 1904 behoefte was aan meer trams met een laag dak, werden de 'laagdakkers' 151-168 aangeschaft. Door de crisistijd ging hun geplande modernisering in de jaren dertig niet door. De 151-158 gingen in 1945 op transport naar Düsseldorf, doch keerden in 1946-1947 terug in Den Haag. Na de Tweede Wereldoorlog worden zes van de wagens 159-168 in 1946-1947 de bijwagens 359-364 (gesloopt in 1953) en 11 wagens gaan in 1948 naar Meppel om als noodwoning dienst te doen. Motorwagen 164 deed als laatste tot 1955 dienst o.a. als reclametram.
Als museumwagen is bewaard gebleven:
- 164 – in 1966 door de Tramweg-Stichting verworven en in 1973 gerestaureerd in de oorspronkelijke toestand. Hij behoort nu tot de collectie van het HOVM.

## Vierramers
Een belangrijke reeks is de serie 250-299 van 50 wagens die aangeschaft werden tussen 1919 en 1926. Het was feitelijk een vergrote, verstevigde versie van de serie 'Fordjes' (21-150). Deze serie werd intern 250-ers genoemd en bestond uit drie deelseries: 250-279, gebouwd in 1919-1921 door HAWA in Hannover; de 280-289 uit 1923 (ook HAWA) en de 290-299, gebouwd in 1926 door Werkspoor in Utrecht.
Het waren zeer betrouwbare wagens met een motorvermogen dat groot genoeg was om een grote (open) bijwagen te trekken. Bij verbouwingen werd o.a. de teakhouten voorpui vereenvoudigd. De wagens waren (afgezien van de spoorwijdte) gelijk aan een serie van zeven trams (36-42) die de Gemeentetram Groningen, tegelijk met de Haagse motorwagens 265-279, in 1921 in dienst stelde. Aanvankelijk hadden deze wagens een sleepbeugel. Tussen 1938 en 1941 kregen zij een pantograaf. In 1938 kregen de 250-279 nieuwe trucks van hetzelfde type als de 280-289. De 290-299 (Werkspoor, 1926) hadden een afwijkend type truck, dat ook werd toegepast bij de Utrechtse motorwagens 67-78 (Werkspoor, 1927).
In 1943 gelastte de Duitse bezetter dat er trammaterieel aan Duitse steden werd verkocht en vier van de wagens uit deze serie (nrs. 275-278) gingen op transport naar Kattowitz (Katowice). Zij kwamen nooit meer terug in Den Haag. Zij deden in Polen dienst tot omstreeks 1960. De 279 werd in 1949 vernummerd in 275 om een aaneensluitende nummerreeks te houden. De hele resterende serie 250-279 (26 trams) ging in de winter van 1945 op transport naar Duitsland en kwam terecht in Düsseldorf. In 1947 waren zij alle weer terug in Den Haag en kwamen ook alle na herstel weer in dienst.
In 1947-1952 werden bij 31 motorwagens de lijnlantaarns en koersborden vervangen door lijn- en richtingfilms. Vijf motorwagens uit de reeks 280-289 behielden tot het einde in 1958-1959 de lantaarns en koersborden. De 290-299 hadden vanaf de aflevering in 1926 al lijn- en richtingfilms. De meeste van de 46 sinds 1947 overgebleven wagens deden, met nieuwe sterkere motoren vanaf 1948-1950, dienst tot 1963 en werden toen overbodig door de opheffing van de tramlijnen 2 en 5 en de instroom van moderne PCC-cars (serie 1200). De 280-289 waren al in 1958-1959 buiten dienst gesteld en afgevoerd.
De tien wagens 290-299 werden in 1962-1964 verbouwd tot pekelwagen (H1-H10). Uit de reeks 250-275 werden er zes in 1964-1965 verbouwd tot pekelwagen (H11-H16). Zestien niet verbouwde motorwagens werden in 1963 gesloopt. Van de vier overige wagens werden er in 1968-1969 nog twee gesloopt (266 en 269), terwijl er twee voor museumdoeleinden bewaard zijn gebleven (265 en 274). De H1-H10 werden in 1970-1976 gemoderniseerd. De H11-H16 werden in 1976-1980 afgevoerd, de H12 en H16 werden museumtrams. De laatste van de klassieke pekelwagens (H1-H10) werden in 2000 afgevoerd, hiervan bleven er vier bewaard als museumtram (H2, H4, H5 en H9).
Als museumwagens zijn bewaard gebleven:
- 256 – (ex-H12) sinds 1980 bij de Electrische Museumtramlijn Amsterdam; is in verbouwing tot replica-NBM-motorwagen 12 (Nederlandsche Buurtspoorweg-Maatschappij).
- 265 – in 1964 al bestemd tot museumtram en terugverbouwd in de toestand van de jaren twintig. Later overgedragen aan het HOVM.
- 267 – (ex-H16) sinds 1976 bij de Electrische Museumtramlijn Amsterdam; in 1981 verbouwd tot replica-Groningse tram 41 (aanwezig bij de EMA).
- 274 – sinds 1974 bij de Electrische Museumtramlijn Amsterdam; sinds 1996 rijdt deze wagen op de Tramlijn Nederlands Openluchtmuseum in Arnhem; is nu in de toestand van de jaren vijftig.
- 292 – (= pekelwagen H2) in 1999 naar het trammuseum Amitram bij Lille (Frankrijk) en in 2011 teruggehaald naar Den Haag om weer als pekelwagen te worden ingezet.
- 294 – sinds 2003 bij de Tramweg-Stichting. Deze ex-pekelwagen H4 wordt gerestaureerd in de staat van eind jaren vijftig met onderdelen van de in 2018 gesloopte pekelwagen H8 (ex-298).
- 295 – (= pekelwagen H5) sinds 1999 bij het HOVM, bestemd om t.z.t. hersteld te worden in de toestand van voor de Tweede Wereldoorlog. Sinds 2010 weer als pekelwagen ingezet.
- 299 – (= pekelwagen H9) sinds 2003 bij de Tramweg-Stichting opgeslagen zonder museale bestemming.

## Serie 800 en bijbehorende bijwagens
De motorwagens van de serie 800 werden aangeschaft onder meer ten behoeve van de eerste sneltram van Nederland, HTM-lijn 11 tussen het Hollandsche Spoor en Scheveningen Haven. Bij deze serie hoorden twee verschillende series bijwagens. In 1927 bouwde de firma Allan uit Rotterdam de deelserie 801-815, die werd gevolgd door de deelserie 816-820. Het verschil met de eerste 15 wagens was dat deze trams twee eenassige draaistellen hadden terwijl de andere een gewoon vast onderstel hadden. De eenassige draaistellen moesten de slijtage aan de rails verminderen maar de wagens bleken bij hoge snelheden te schudden. Gevolg was dat zij van lijn 11 verdwenen en elders op het net werden ingezet. De deelserie 821-830 had dus weer normale onderstellen maar deze waren iets korter; zij werden bij de Brugse trambouwer La Brugeoise in 1929 gebouwd.
De 811-820 werden in 1945 door de Duitse bezetter gevorderd en kwamen deels in Bremen, Duisburg en Hamm terecht. De 818 werd in Bremen vernield door een bombardement. De overige negen trams keerden in 1945-1946 terug in Den Haag en kwamen in 1946-1947 weer in dienst.
De wagens bleven tot 1963-1965 in dienst, als laatste op lijn 11. Daarna nog tot 1967 incidenteel bij Prinsjesdag. Als museumtrams bleven er acht wagens bewaard. De overige 21 trams werden tussen 1970 en 1980 gesloopt.
Als museumwagens zijn bewaard gebleven:
- 805 – sinds 1981 museumtram; verbouwd tot replica-bijwagen 905 en onderdeel van de HOVM-collectie.
- 810 – sinds 1967 museumtram; terugverbouwd in de afleveringstoestand van 1927 en onderdeel van de HOVM-collectie (met bijwagen 769).
- 816 – sinds 1976 museumtram; in 1977 naar de Electrische Museumtramlijn Amsterdam. Sinds september 2022 weer inzetbaar .
- 819 – sinds 1975 museumtram; als representant van een wagen met eenassige draaistellen in de toestand van de jaren 1950 bij het HOVM.
- 822 – sinds 1969 museumtram bij het Nederlands Tram Museum te Weert. In 1990 terug naar Den Haag en in 1999 gesloopt.
- 824 – sinds 1974 museumtram bij de Electrische Museumtramlijn Amsterdam. In 2002 naar het Deense trammuseum te Skjoldenæsholm.
- 826 – sinds 1974 museumtram bij de Electrische Museumtramlijn Amsterdam. In 1987 terug naar Den Haag. Bij het HOVM in de uitvoering van de jaren 1950.
- 830 – sinds 1975 museumtram bij het Nederlands Spoorwegmuseum te Utrecht. In 1990 terug naar Den Haag. In 2006 naar het Duitse trammuseum te Wehmingen, bij Hannover (met bijwagen 756).

### Bijwagens series 900 en 750
Met de motorwagens 801-830 werden tegelijkertijd bijpassende bijwagens geleverd. Het betrof twee series.
De serie 901-920, in 1927 gebouwd door Allan in Rotterdam, deze wagens waren qua uiterlijk en onderstel identiek aan de deelserie 816-820 en vormden daarmee een fraai geheel.
Daarnaast de serie 751-780, gebouwd in 1929 door La Brugeoise, 30 langere bijwagens voorzien van 2 tweeassige draaistellen.
Een deel van deze wagens kon ook op de buitenlijnen naar Delft en Leiden worden ingezet. Na 1948 deed een aantal wagens dienst achter de vierassers van de serie 200.
De serie 901-920 deed in 1941-1947 ook dienst op de buitenlijnen. De 751-770 waren vanaf het begin geschikt voor de dienst op de buitenlijnen en reden daar tussen 1929 en 1951. Vanaf 1948 werden de 752, 754 en 767-780 geschikt gemaakt om achter de motorwagens 201-216 te rijden. De overige bijwagens bleven dienst doen achter tweeassige (stads)motorwagens. De gehele serie 901-920 werd in 1963 buiten dienst gesteld en gesloopt. De serie 751-780 deed dienst tot 1963-1965. In de jaren 1965-1967 werden er 26 gesloopt, vier bleven bewaard voor museumdoeleinden.
Als museumwagens zijn bewaard gebleven:
- 756 – sinds 1975 museumtram bij het Nederlands Spoorwegmuseum te Utrecht. In 1990 terug naar Den Haag. In 2006 naar het Duitse trammuseum te Wehmingen, bij Hannover (met motorwagen 830).
- 769 – sinds 1967 museumtram; terugverbouwd in de afleveringstoestand van 1927 en onderdeel van de HOVM-collectie (met motorwagen 810).
- 779 – sinds 1967 museumtram bij de Tramweg-Stichting, in 1970 naar de Stoomtram Hoorn-Medemblik, in 1977 naar de Electrische Museumtramlijn Amsterdam; vanaf 2012 in restauratie; in 2014 weer terug naar Den Haag bij de Tramweg-Stichting. Anno 2022 weer retour naar de Electrische Museumtramlijn Amsterdam en inzetbaar, vormt stel met mw 816.
- 780 – sinds 1967 museumtram, in 1970 naar de Stoomtram Hoorn-Medemblik, daar in dienst als stoomtramrijtuig van 1972 tot 1979; in 1981 naar de Electrische Museumtramlijn Amsterdam; in 1989 weer terug naar Den Haag bij het HOVM in de uitvoering van de jaren 1950.
- 905 – sinds 1981 museumtram bij de Tramweg-Stichting (ex-motorwagen 805). Omdat van de oorspronkelijke serie 900 niets bewaard was gebleven is deze motorwagen verbouwd tot replica-bijwagen 905, met nieuw gebouwde draaistellen. Sinds 1989 in het bestand van het HOVM.

## Rotterdammers
Wegens materieelschaarste nam de Haagse tram in 1946 veertien tweedehands trams over van de Rotterdamse Electrische Tram (RET). In Den Haag kregen zij de nummers 171-184. Zij behoorden tot de series 152-176 en 177-201 en waren gebouwd in respectievelijk 1913-1914 en in 1921 door Allan uit Rotterdam. Alleen de 176 had zowel in Rotterdam als Den Haag hetzelfde wagennummer. Vanaf 1950 werden zij niet meer in de normale lijndienst ingezet. Daarna werden zij gebruikt voor kindervervoer. De Rotterdammers werden buiten dienst gesteld tussen 1948 en 1955 en alle afgevoerd tussen 1951 en 1956.

## Foto's

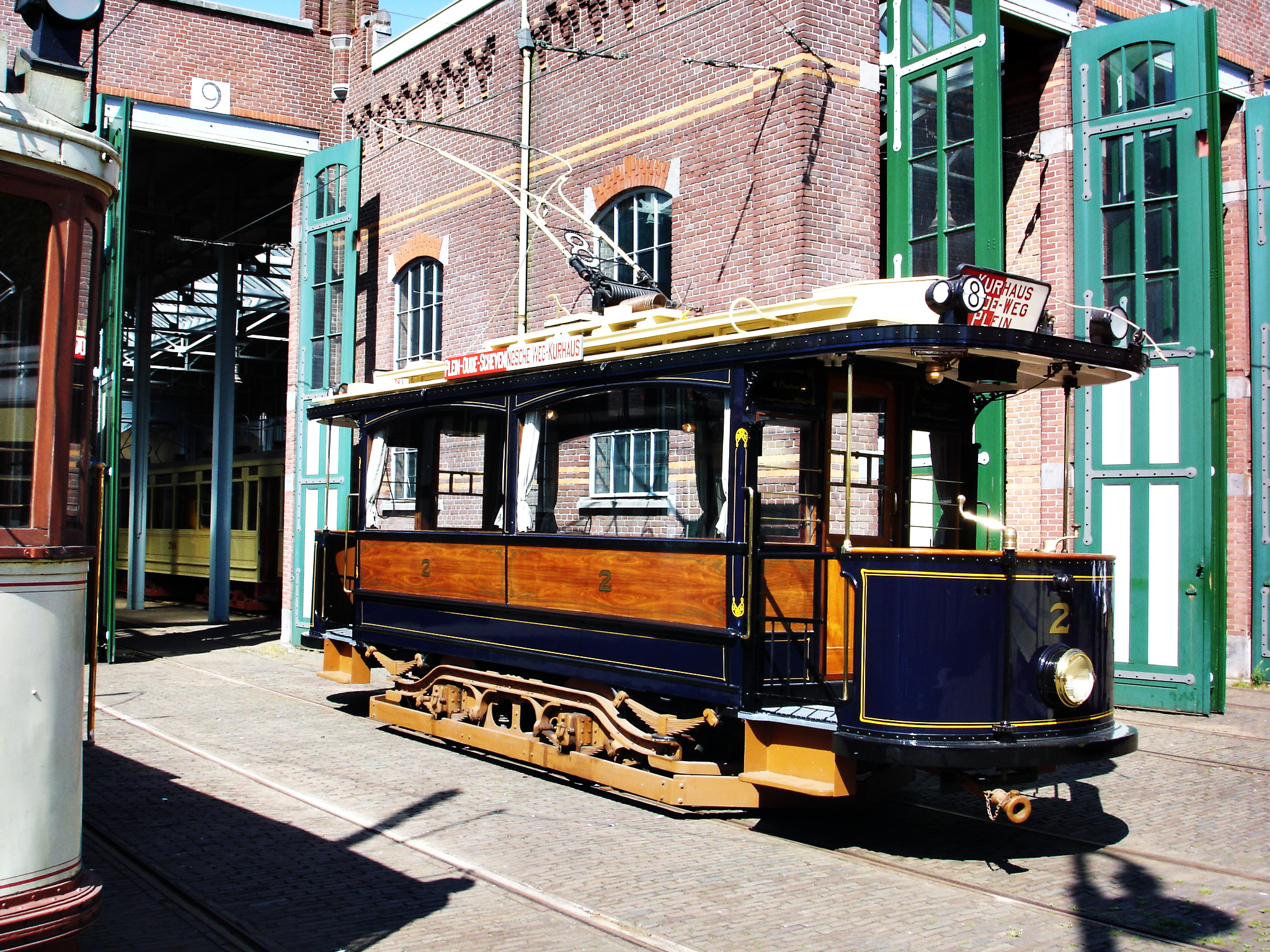
Elektrische motorwagen 2 (ex-Gemeentetram Amsterdam 72) als replica teruggebracht in de uitvoering van 1904 in het Haags Openbaar Vervoer Museum.
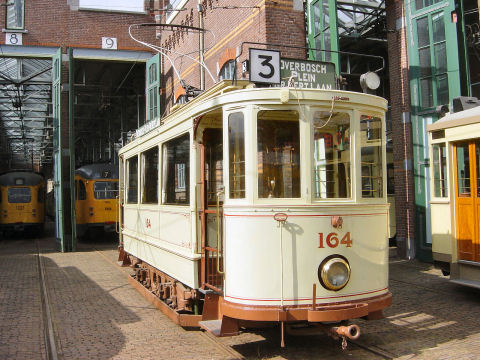
Elektrische motorwagen 164 uit de begintijd van de elektrische tram (1907) in het Haags Openbaar Vervoer Museum.
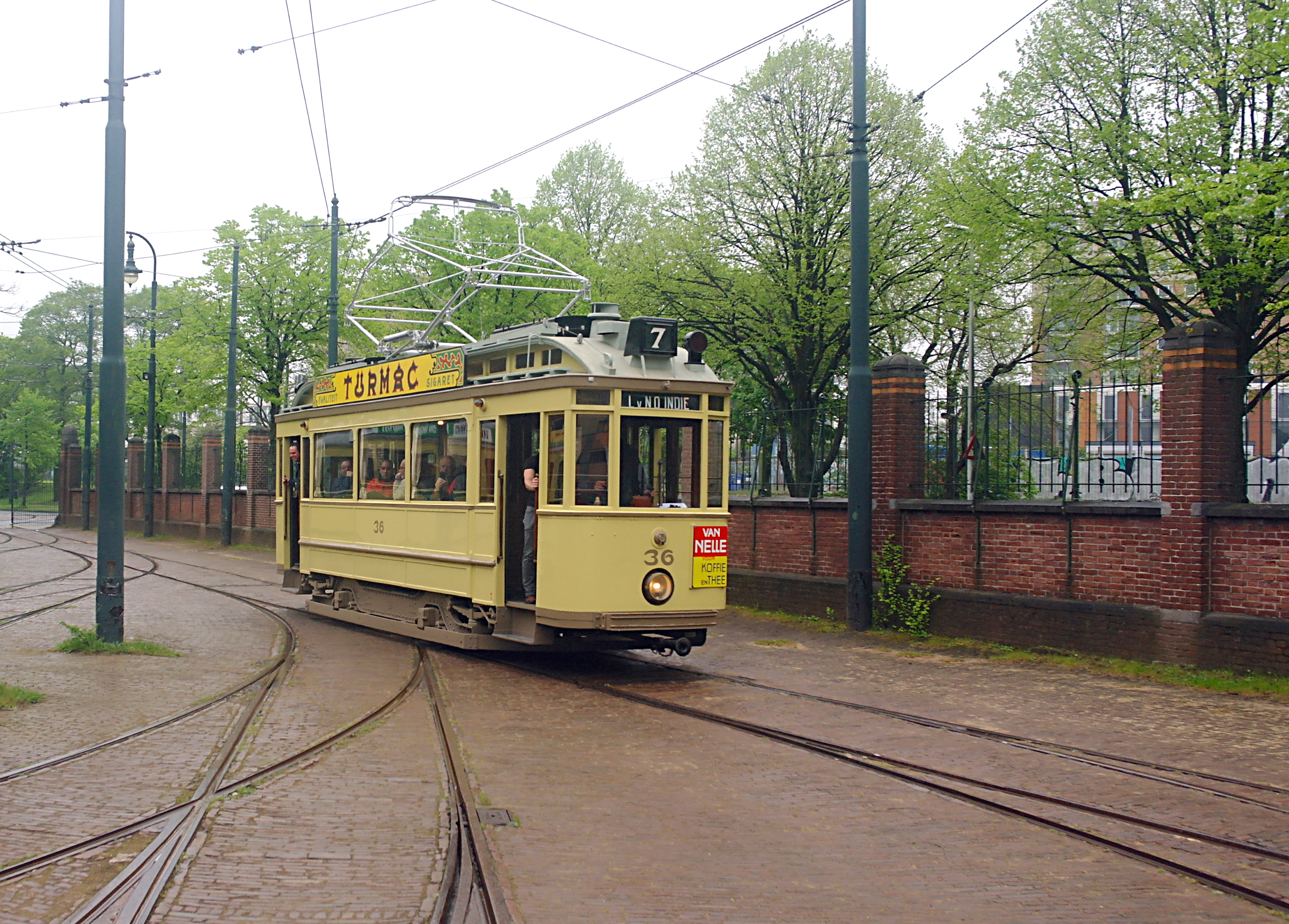
De eerste rit van de na 18 jaar herstelde Ombouwer 36; 29 april 2018.
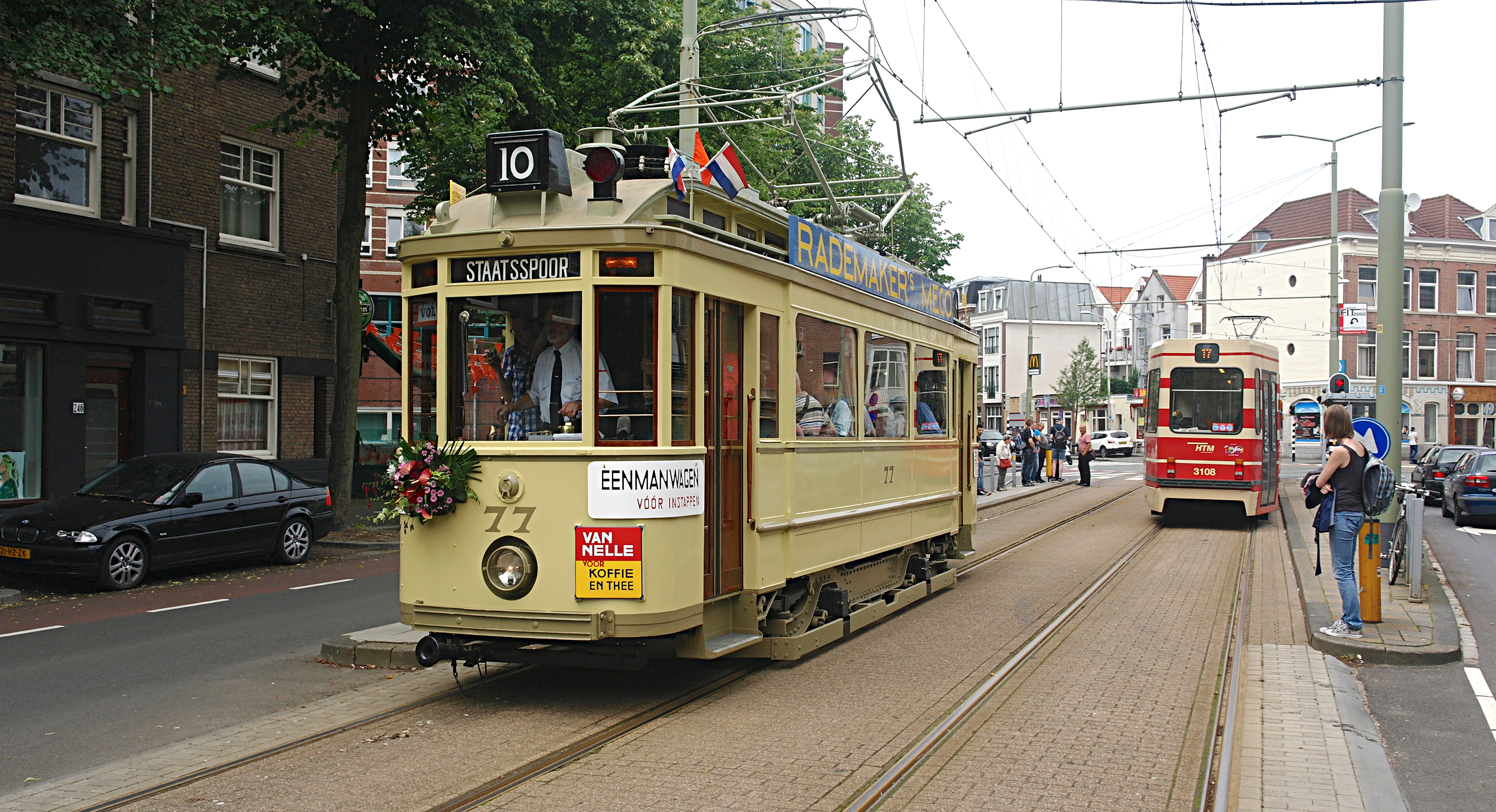
Gerestaureerde Ombouwer 77, ex 'Fordje' 34 uit 1905. In 1958 bovenleidingsmontagewagen H42 geworden, uit dienst gegaan in 1982 en tussen 1989 en 2014 gerestaureerd.
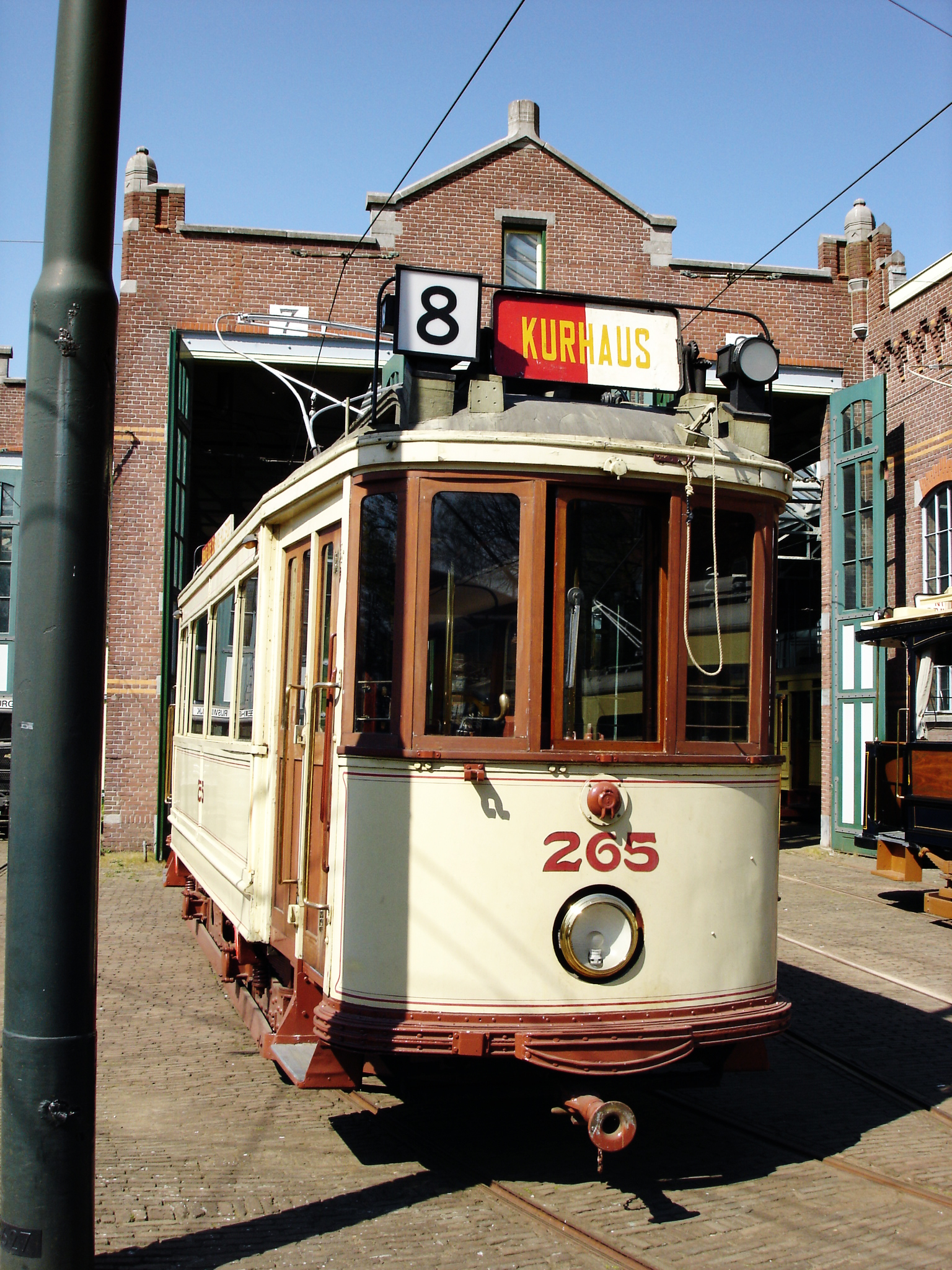
Motorwagen 265 (serie 250-279) teruggebracht in oorspronkelijke uitvoering van 1921.
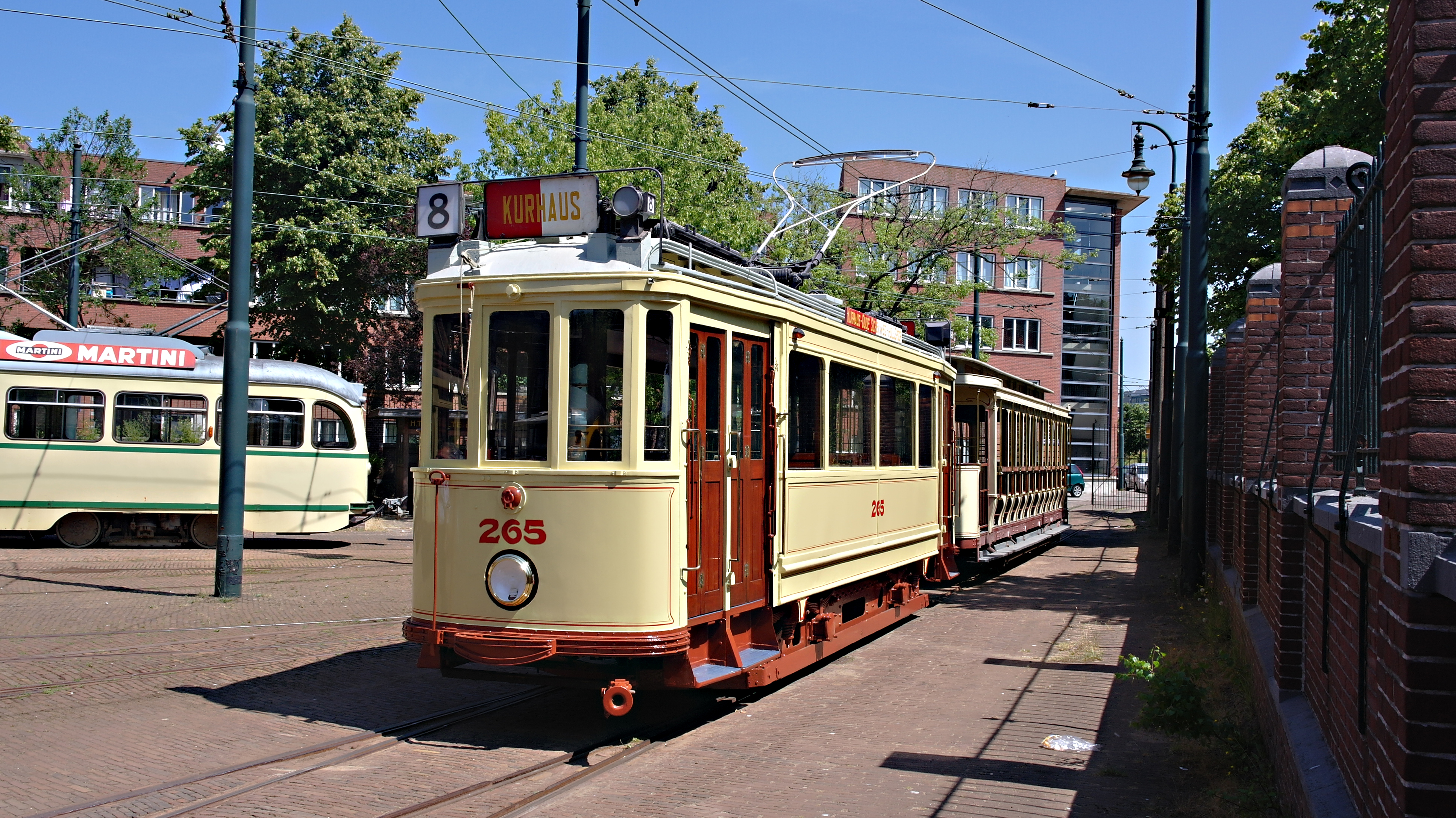
Motorwagen 265 na de schilderbeurt in de zomer van 2013; nu in de uitvoering van halverwege de jaren twintig toen de bruine balkonramen crème werden.
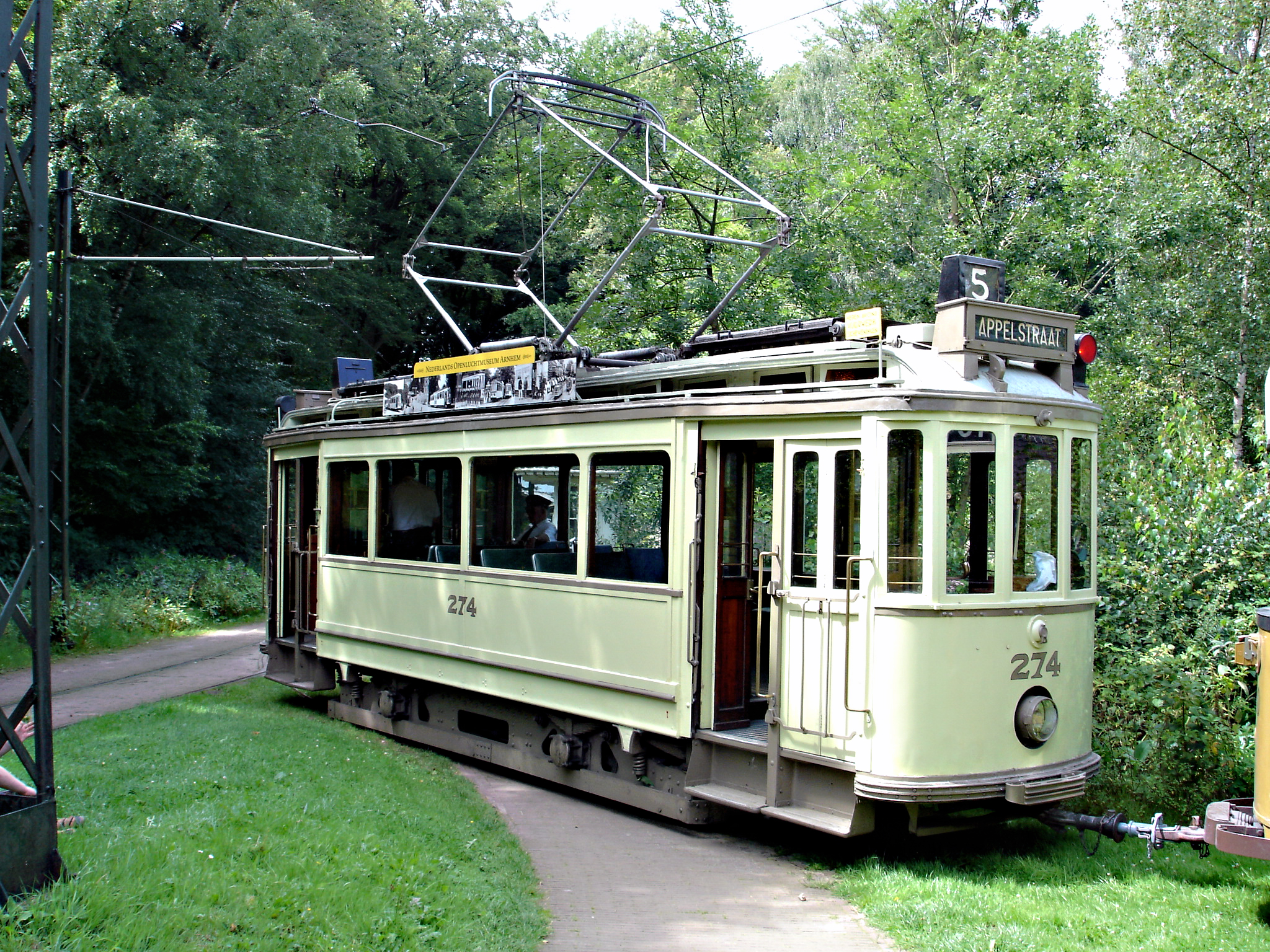
Motorwagen 274 (serie 250-279) rijdt op de Tramlijn Nederlands Openluchtmuseum in Arnhem in de toestand van de jaren vijftig.
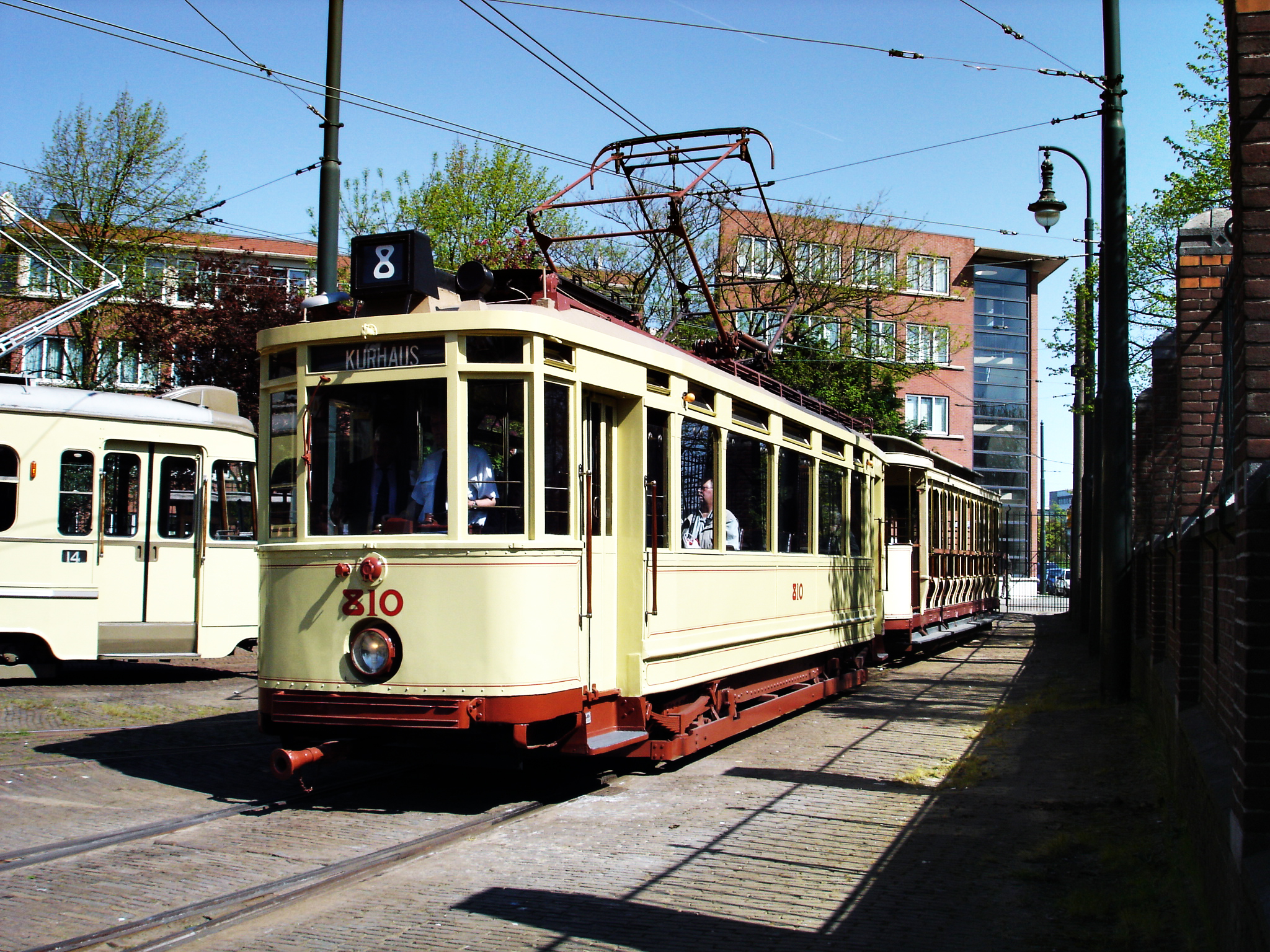
Motorwagen 810 (serie 801-815) teruggebracht in oorspronkelijke uitvoering van 1927.
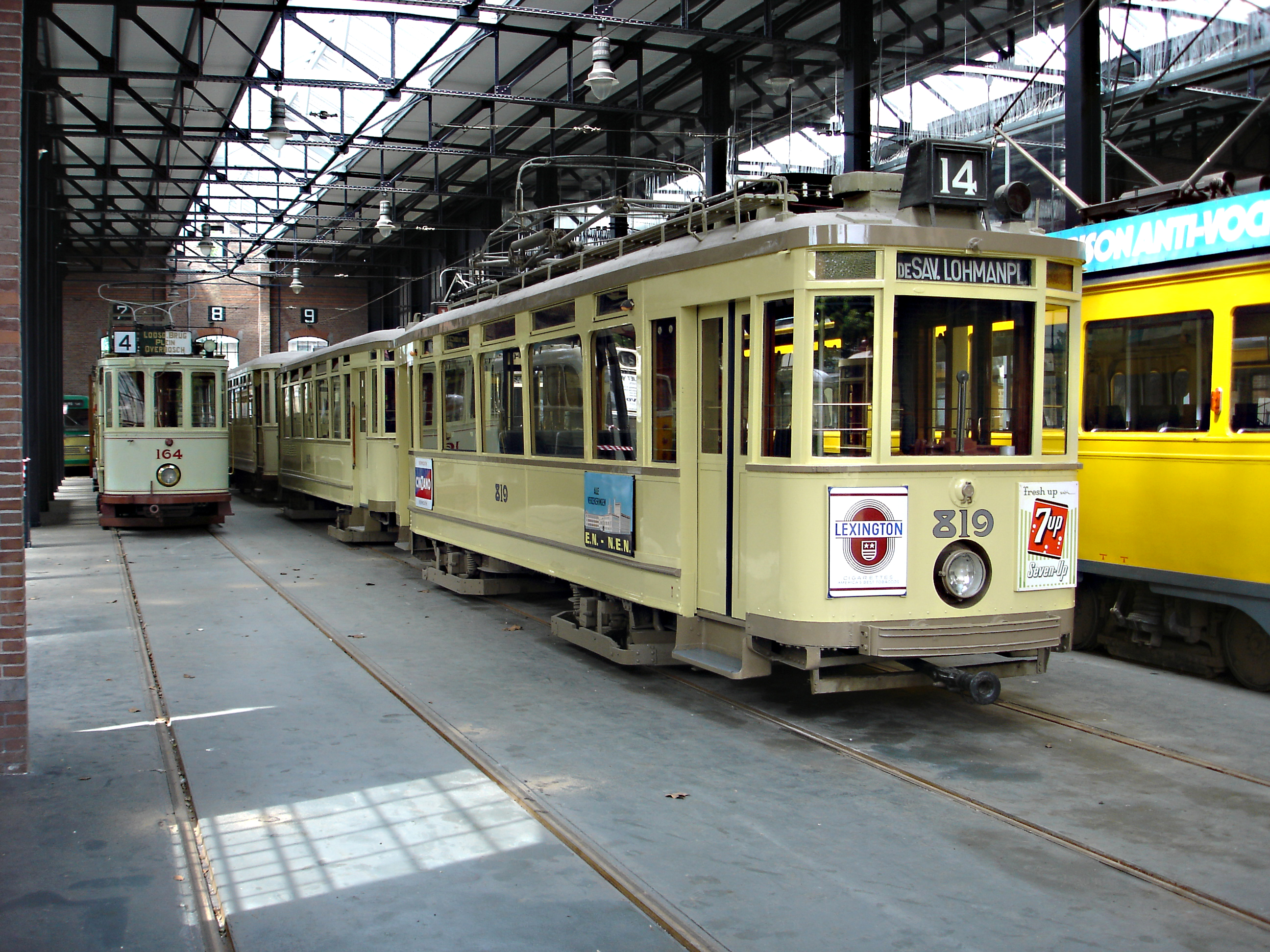
Motorwagen 819 (serie 816-820) met eenassige draaistellen in de uitvoering van de jaren vijftig.
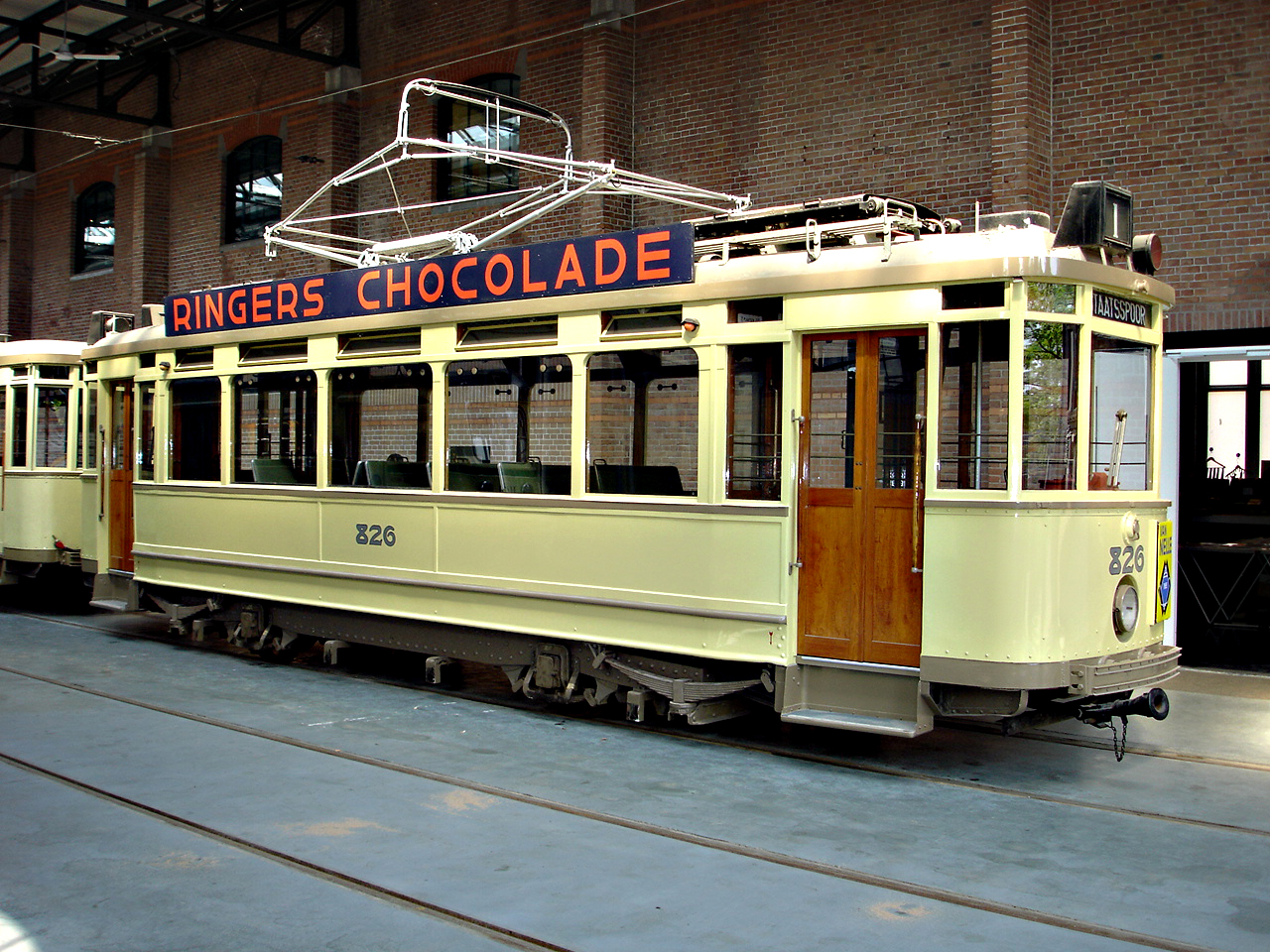
Motorwagen 830 (serie 821-830) teruggebracht in uitvoering van de jaren vijftig.

## Bijwagens
Naast de bij de serie 800 beschreven bijwagens van de series 750 en 900 bezat de HTM een groot aantal andere bijwagens. In Den Haag ook wel 'achterwagens' genoemd.
- Serie 301-307 (kleine vierramers), in 1904 overgenomen van de paardentram in Keulen (Duitsland). In 1917 verkocht aan de Staatsmijnen in Limburg. Afgevoerd in de jaren twintig.
- Serie 308-322 (kleine drie-, vier- en vijframers) ex-Haagse paardentram. Zij werden buiten dienst gesteld tussen 1928 en 1937 en gesloopt tussen 1930 en 1937.
- Serie 323-334 (drieramers) ex-Haagse paardentram. Zij kwamen in dienst in 1906 en werden buiten dienst gesteld tussen 1937 en 1942. Zeven wagens werden gesloopt tussen 1937 en 1939. De overige vijf wagens werden in 1942 naar Posen (Poznań) verkocht.
- Serie 350-364 (drieramers) die bestond uit 1 nieuw gebouwd model (350), 8 ex-Fordjes (351-358) en 6 ex-Laagdakkers (359-364). Zij waren gebouwd tussen 1905 en 1907 en werden in 1953 gesloopt.

- Series 600-629 en 650-689 (vijframers). Deze grote serie wagens, werd door drie verschillende leveranciers gebouwd: Allan uit Rotterdam en Van der Zypen, Keulen (600-629 in 1912-1913) en Nordwaggon, Bremen) (650-689 in 1917-1923). Zij leken iets op motorwagens uit de 250-serie, met één extra zijraam. Door hun ronde balkons en daken werden ze 'koektrommels' genoemd. Ze hadden 2 eenassige onderstellen. De serie 650 had dubbele balkondeuren, waar de serie 600 enkele had. In 1927-1928 werden zij voorzien van lijnnummerfilmkasten op het dak. De rijtuigen 624-629 werden in 1945 door de Duitse bezetter gevorderd en kwamen in Duisburg, Hamburg en Hannover terecht. In 1946 keerden zij terug in Den Haag en kwamen in 1946-1947 weer in dienst. Alle rijtuigen van deze serie werden in de jaren 1957-1961 buiten dienst gesteld en in 1958-1962 gesloopt. Alleen de 614 is bewaard gebleven als onderdeel van het jubileum-museumtramstel in 1964 en is tegenwoordig bij het HOVM.

### Open bijwagens
Voor het vervoer naar Scheveningen bezat de HTM vele open bijwagens die bij mooi weer, en vooral in de zomer, werden ingezet op de vele Scheveningse lijnen (behalve lijn 11). 's Winters konden deze wagens niet worden ingezet en namen kostbare stallingsruimte in. Na de Tweede Wereldoorlog werd de inzet van open bijwagens economisch zeer duur en werden zij – tot verdriet van vele Hagenaars – na de zomer van 1956 buiten dienst gesteld en afgevoerd. Het betrof:
- Serie 400-415. Ex-paardentrams. In dienst gesteld in 1905, afgevoerd in 1947; acht bijwagens dienden nog in Meppel als noodwoningen.
- Serie 423-452. Ex-paardentrams. In dienst gesteld in 1906, afgevoerd in 1942-1953; 26 wagens werden in 1942 naar Duitsland verkocht (o.a. Bonn en Keulen); twee werden er gesloopt in 1943, de laatste twee in 1953.
- Serie 500-506 (ex-416-422) en 507-526. Nieuwe lange open bijwagens met open balkons waarvan de laatste deelserie 's winters met zijpanelen gemonteerd als dichte wagen konden rijden. Zij werden gebouwd door Allan in 1905 en Werkspoor in 1907 en buiten dienst gesteld in 1954-1957. Op één wagen na werden zij in 1957 gesloopt. Alleen de 505 is bewaard gebleven als onderdeel van het jubileum-museumtramstel in 1964 en is tegenwoordig bij het HOVM.
- Serie 550-570. Korte versie van de serie 500-526. Zij werden gebouwd door Werkspoor in 1907-1908. Vijf bijwagens (566-570) waren vanaf 1917-1921 'convertibele' wagens, 's zomers open en 's winters gesloten. De overige zestien wagens werden in 1944 door Beijnes te Haarlem tot gesloten bijwagens verbouwd. De gehele serie werd in 1944-1945 door de Duitse bezetter gevorderd en kwam in Düsseldorf terecht. De 552 sneuvelde door oorlogsschade. In 1946-1947 keerden de overige twintig wagens terug in Den Haag en kwamen in 1947 weer in dienst. Zij werden buiten dienst gesteld in 1954-1957 en in 1957 gesloopt.
- Serie 701-710. In 1925 uit Oslo overgenomen, bouwjaar 1910, hun voorspelbare bijnaam werd 'Noren'. Zij werden per schip naar Rotterdam overgebracht en per spoor naar Den Haag. De 710 werd in 1944 door bominslag vernield, het onderstel werd in 1952 gebruikt voor een onkruidverdelgingswagen. De overige acht rijtuigen deden dienst tot 1951-1954 en werden gesloopt in 1956. Het onderstel van de 710 keerde in 1975 terug naar Oslo.

Van alle open bijwagens zijn alleen de 402 en de 505 bewaard gebleven. De 505 werd in 1956 buiten dienst gesteld en in 1957 bestemd tot museumtram. In 1964-1967 werden de 505 en 614 samen met motorwagen 265 als jubileumtramstel 's zomers weer ingezet op de lijnen 8 en 9 en zijn tegenwoordig in de collectie van het HOVM. De 402 is in 1946 verkocht als noodwoning en kwam later terecht op camping De Vossenburght in IJhorst. In 2010 kwam deze terug naar Den Haag en is in restauratie bij de Tramweg-Stichting.

## Foto's

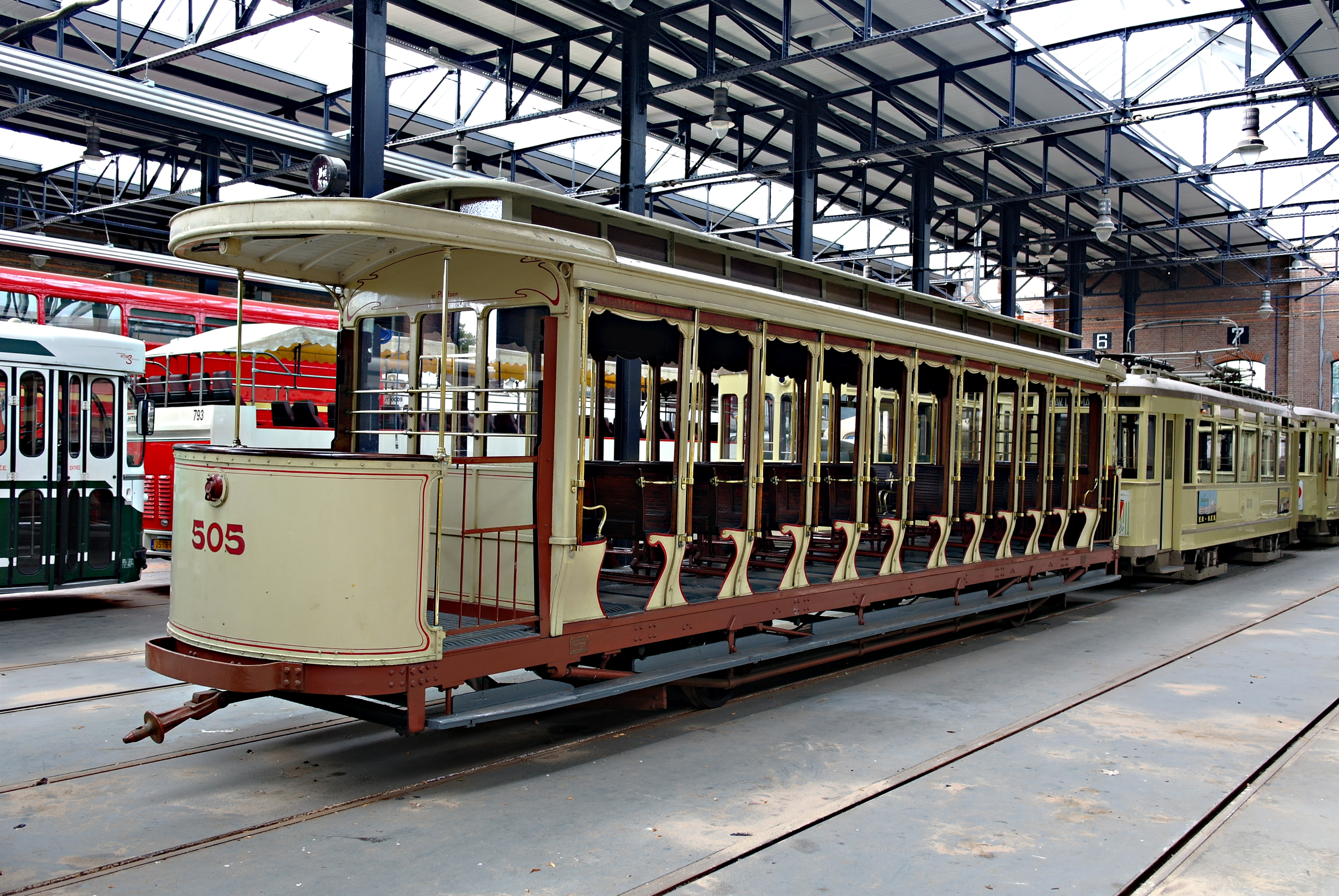
'Open' bijwagen , zgn. zomerwagen, 505 uit de serie 500-526 (1905) is in 1964 gerestaureerd.
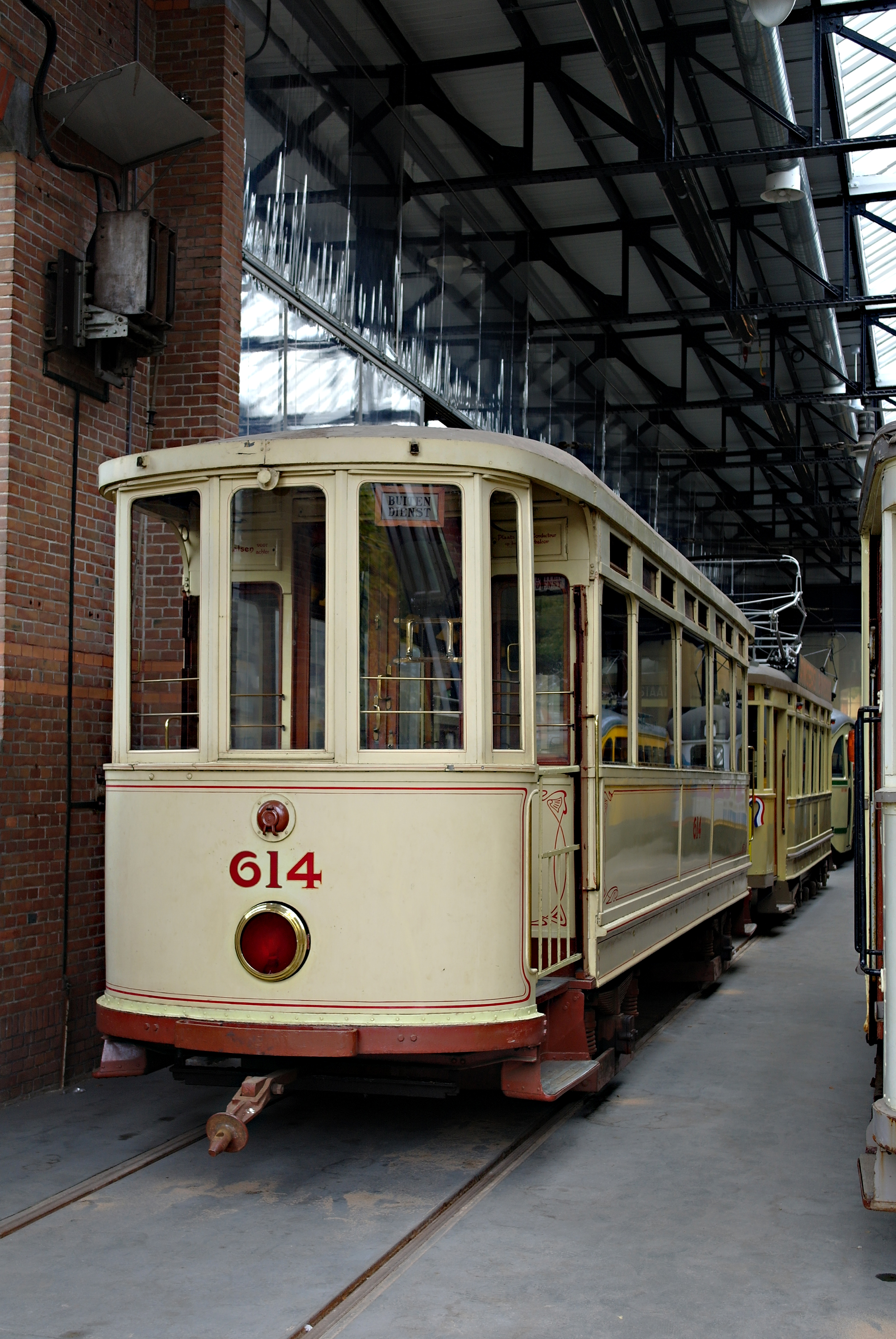
Bijwagen 614 uit de serie 600-629 (1912). Eerste grote serie nieuw gebouwde bijwagens van de HTM, bijnaam 'koektrommels' vanwege het bolle dak.
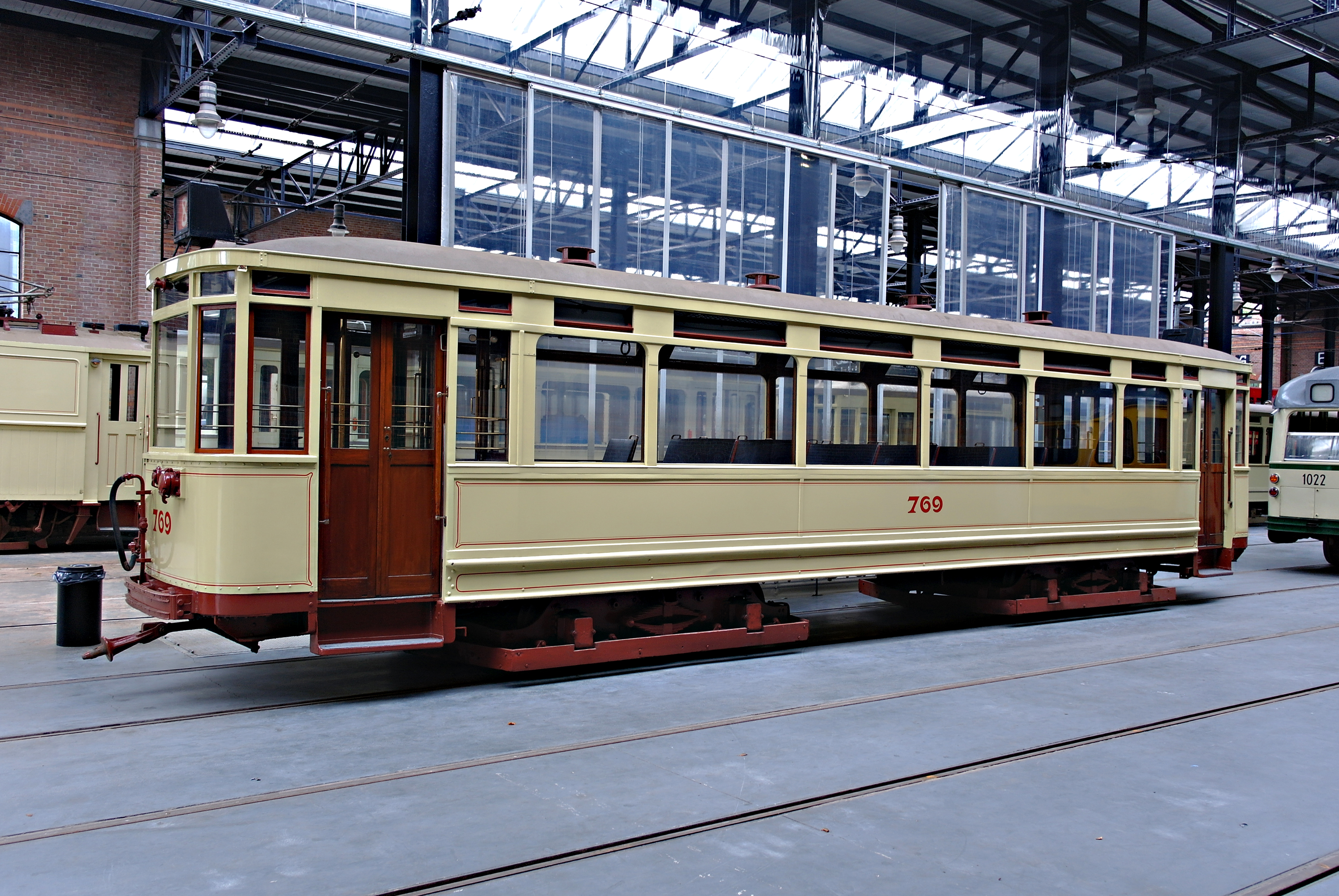
Bijwagen 769 uit de serie 751-780 (1929).
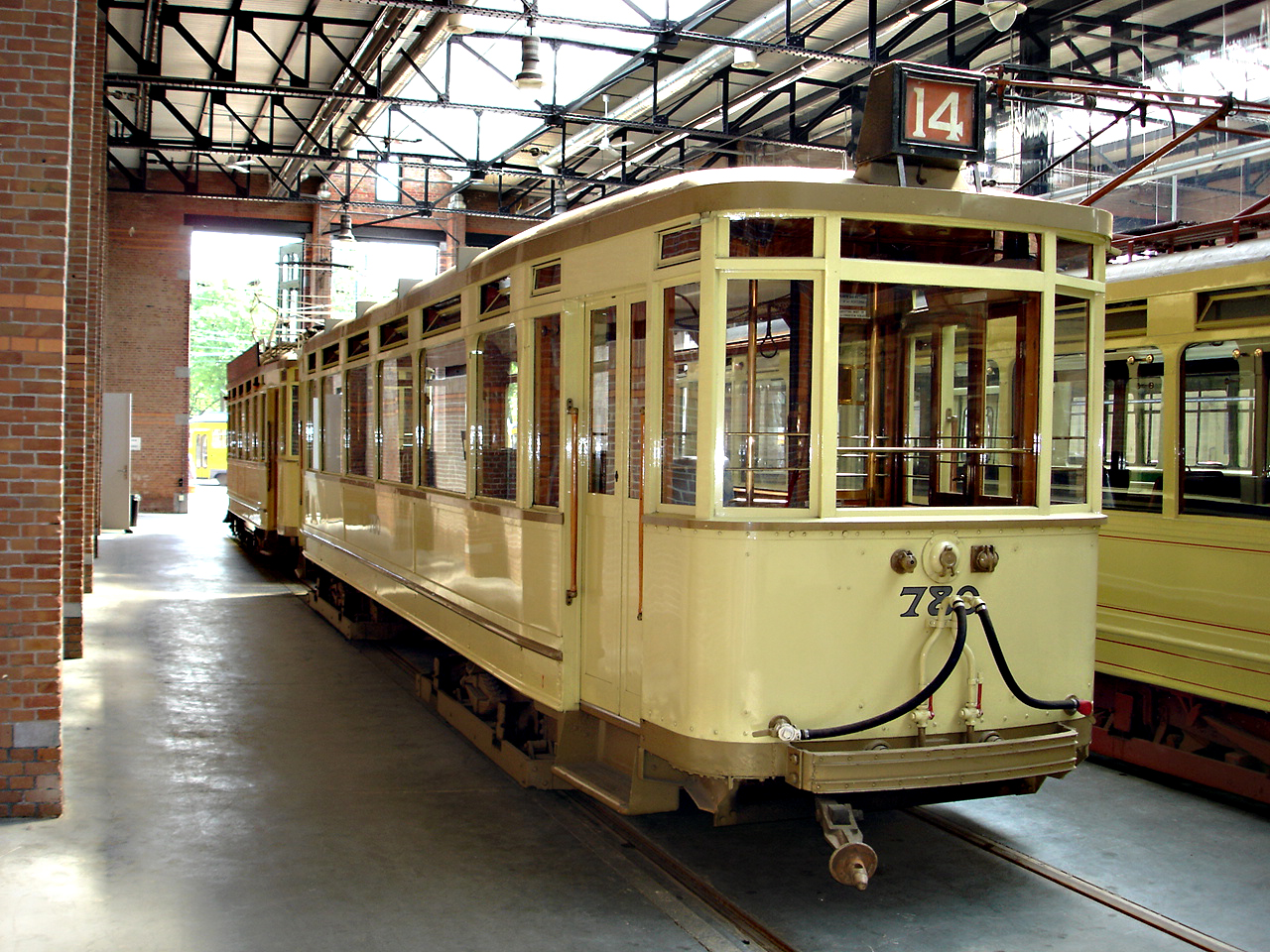
Bijwagen 780 uit de serie 751-780 (1929).

## Museumtrams
In Den Haag is sinds de jaren zestig een grote collectie Haagse museumtrams opgebouwd. Het eerste museumtramstel werd in 1964 gerestaureerd door de HTM. Ter gelegenheid van het eeuwfeest van de Haagse tram werd dit tramstel 265 + 506 + 614 in de zomers van 1964 tot 1967 gebruikt voor ritten met publiek op de Haagse tramlijnen 8 en 9 tussen Den Haag HS en Scheveningen. Vanaf 1965 nam de Tramweg-Stichting het initiatief om oude Haagse trams voor het nageslacht te bewaren. Een groot deel van de Haagse museumtrams werd later ondergebracht in de Stichting Haags Tram Museum.
Sinds de viering van het 125-jarige bestaan van de Haagse tram in 1989 is het materieel te bezichtigen in het Haags Openbaar Vervoer Museum in de remise Frans Halsstraat, van waaruit ook regelmatig tramritten door Den Haag worden gemaakt.